# 9 tháng 9
Ngày 9 tháng 9 là ngày thứ 252 (253 trong năm nhuận) trong lịch Gregory. Còn 113 ngày trong năm.

## Sự kiện
- 9 – Tù trưởng Arminius lãnh đạo sáu bộ lạc Germain tiến hành phục kích và tiêu diệt binh đoàn La Mã của Publius Quinctilius Varus trong trận rừng Teutoburg.
- 337 – Constantinus II, Constantius II và Constans I kế vị cha họ là Constantinus Đại đế với tư cách là các đồng hoàng đế. Đế quốc La Mã bị phân chia giữa ba Augustus.
- 1087 – William Rufus trở thành quốc vương của Anh, lấy hiệu là William II.
- 1418 – Lý Tạo kế vị quốc vương của Triều Tiên, tức Triều Tiên Thế Tông, tôn phụ vương Thái Tông là thượng vương.
- 1488 – Anne trở thành nữ công tước xứ Bretagne, là một nhân vật trung tâm trong tranh chấp ảnh hưởng vốn dẫn đến việc hợp nhất Bretagne và Pháp.
- 1543 – Mary Stuart đăng quang ngôi nữ vương của Scotland khi mới 9 tháng tuổi.
- 1791 – Thủ đô Hoa Kỳ được đặt tên theo Tổng thống George Washington.
- 1850 – California trở thành bang thứ 31 của Hoa Kỳ với vị thế một bang tự do, bác bỏ mở rộng chế độ nô lệ đến Duyên hải Thái Bình Dương.
- 1886 – Công ước Bern về bảo hộ các tác phẩm văn học và nghệ thuật được ký kết.
- 1892 – Nhà thiên văn học người Mỹ Edward Emerson Barnard phát hiện ra vệ tinh Amalthea.
- 1944 – Với sự hỗ trợ của Liên Xô, Mặt trận Tổ quốc Bulgaria tiến hành nổi dậy vũ trang nhằm lật đổ chính phủ Bulgaria đương quyền.
- 1945 – Chiến tranh Trung-Nhật kết thúc, Nhật Bản đầu hàng vô điều kiện.
- 1948 – Nước Cộng hòa Dân chủ Nhân dân Triều Tiên được thành lập tại miền bắc bán đảo Triều Tiên, Kim Nhật Thành nhậm chức thủ tướng nội các.
- 1949 – Đại diện của Ấn Độ và người nhiếp chính của Tripura là Vương hậu Kanchanprabha Devi ký kết Hiệp định hợp nhất Tripura, theo đó Tripura sẽ trở thành một bộ phận của Ấn Độ.
- 1965 – Bộ Gia cư và Phát triển Đô thị Hoa Kỳ thành lập.
- 1977 – Nhà kỷ niệm Mao Chủ tịch Bắc Kinh hoàn thành xây dựng.
- 1991 – Tajikistan tuyên bố độc lập từ Liên Xô.
- 1993 – Tổ chức Giải phóng Palestine chính thức công nhận Israel như một nhà nước hợp pháp.

## Sinh
- 214 – Aurelianus, hoàng đế La Mã (m. 275)
- 384 – Honorius, hoàng đế La Mã (m. 423)
- 1585 – Richelieu, giáo chủ người Pháp (m. 1642)
- 1737 – Luigi Galvani, bác sĩ và nhà vật lý học người Ý (m. 1798)
- 1800 – Nguyễn Tri Phương, tướng lĩnh người Việt Nam (m. 1873)
- 1828 – Lev Nikolayevich Tolstoy, tác gia và nhà soạn kịch người Nga (m. 1910)
- 1842 – Elliott Coues, nhà điểu học người Mỹ (m. 1899)
- 1872 – Phan Châu Trinh, chí sĩ, nhà văn, nhà thơ người Việt Nam (m. 1926)
- 1890 – Harland Sanders, doanh nhân người Mỹ, sáng lập KFC (m. 1980)
- 1900 – James Hilton, tác gia và nhà kịch bản người Anh-Mỹ (m. 1954)
- 1908 – Hằng Phương, nhà thơ người Việt Nam (m. 1983)
- 1911 – John Gorton, sĩ quan và chính trị gia người Úc, Thủ tướng Úc thứ 19 (m. 2002)
- 1918 – Oscar Luigi Scalfaro, chính trị gia người Ý, Tổng thống Ý thứ 9 (m. 2012)
- 1922 – Hans Georg Dehmelt, nhà vật lý học người Đức-Mỹ, đoạt giải Giải Nobel Vật lý (m. 2017)
- 1927 – Nguyễn Đức Bình, chính trị gia người Việt Nam (m. 2019)
- 1930 – Nguyễn Bá Cẩn, thủ tướng Việt Nam Cộng hòa (m. 2009)
- 1937 – Hoàng Phủ Ngọc Tường, nhà văn người Việt Nam (m. 2023)
- 1941:
  - Otis Redding, ca sĩ và nhà sản xuất người Mỹ (m. 1967)
  - Dennis Ritchie, nhà khoa học máy tính người Mỹ, tạo ra ngôn ngữ lập trình C (m. 2011)
- 1943 – Phan Nhật Nam, nhà thơ người Việt Nam
- 1949 – Susilo Bambang Yudhoyono, tướng quân và chính trị gia người Indonesia, Tổng thống Indonesia thứ 6
- 1957 – Trịnh Du Linh, diễn viên người Hồng Kông
- 1959 – Tạ Duy Anh, nhà văn người Việt Nam
- 1963 – Roberto Donadoni, cầu thủ bóng đá người Ý
- 1966 – Adam Sandler, diễn viên, ca sĩ người Mỹ
- 1967 – Akshay Kumar, diễn viên, võ sĩ người Ấn Độ
- 1970:
  - Như Quỳnh, ca sĩ người Việt-Mỹ
  - Hồng Xương Long, nhạc sĩ người Việt Nam
  - Phạm Tất Thắng, chính trị gia Việt Nam
- 1975 – Michael Bublé, ca sĩ và diễn viên người Canada
- 1976:
  - Juan A. Baptista, người mẫu và diễn viên người Venezuela
  - Emma de Caunes, diễn viên người Pháp
- 1977 – Chae Jung-an, diễn viên và ca sĩ người Hàn Quốc
- 1981 – Hồ Định Hân, diễn viên và ca sĩ người Hồng Kông
- 1983 – 
  - Kim Jung-hwa, người mẫu và diễn viên người Hàn Quốc
  - Lưu Ánh Loan, nữ ca sĩ người Việt Nam
- 1985 – Luka Modrić, cầu thủ bóng đá người Croatia
- 1987:
  - Afrojack, DJ và nhà sản xuất âm nhạc người Hà Lan
  - Alexandre Song, cầu thủ bóng đá người Cameroon
  - Jung Il Woo, diễn viên người Hàn Quốc
- 1991:
  - Dương Dương, diễn viên người Trung Quốc
  - Oscar dos Santos Emboaba Júnior, cầu thủ bóng đá người Brasil
  - Bùi Anh Tuấn, ca sĩ người Việt Nam
  - Cảnh Minh, ca sĩ người Việt Nam
- 1992 – Damian McGinty, ca sĩ và diễn viên người Ireland
- 1994 - Thiều Bảo Trâm, nữ ca sĩ người Việt Nam

## Mất
- 1087 – William I, quốc vương của Anh (s. 1028)
- 1289 – Nhất Biến, cao tăng người Nhật Bản, tức 23 tháng 8 năm Kỷ Sửu (s. 1239)
- 1487 – Minh Hiến Tông của Trung Quốc, tức 22 tháng 8 năm Đinh Mùi (s. 1447)
- 1513 – James IV của Scotland (s. 1473)
- 1569 – Pieter Bruegel il Vecchio, họa sĩ người Hà Lan (s. 1525)
- 1693 – Ihara Saikaku, tác gia người Nhật Bản, tức ngày 10 tháng 8 năm Quý Dậu (s. 1642)
- 1841 – Augustin Pyramus de Candolle, nhà sinh vật học người Thụy Sĩ (s. 1778)
- 1891 – Jules Grévy, chính trị gia người Pháp, Tổng thống Pháp thứ 4 (s. 1813)
- 1901 – Henri de Toulouse-Lautrec, họa sĩ người Pháp (s. 1864)
- 1976 – Mao Trạch Đông, chính trị gia người Trung Quốc (s. 1893)
- 1978 – Jack Warner, nhà sản xuất phim người Canada, đồng sáng lập Warner Bros. (s. 1892)
- 1981 – Jacques Lacan, nhà phân tâm học và bác sĩ người Pháp (s. 1901)
- 1983 – Luis Monti, cầu thủ bóng đá người Argentina-Ý (s. 1901)
- 1985 – Neil Davis, nhiếp ảnh gia và ký giả người Úc (s. 1934)
- 1985 – Paul Flory, nhà hóa học và kỹ sư người Mỹ, đoạt Giải Nobel hóa học (s. 1910)
- 1988 – Đặng Hồi Xuân, Bộ trưởng Bộ Y tế Việt Nam (s. 1929)
- 2001 – Ahmed Shah Masoud, sĩ quan và chính trị gia người Afghanistan (s. 1953)
- 2003 – Edward Teller, nhà vật lý học người Hungary-Mỹ (s. 1908)

## Những ngày lễ và kỷ niệm
- Tết Trùng cửu